# Marduk-kabit-ahheshu
Pour les articles homonymes, voir Marduk.
Marduk-kabit-ahheshu (en akkadien : ), mort en 1141 av. J.-C., est un roi de Babylone appartenant à la Seconde dynastie d'Isin dont il est le fondateur, qui règne à l'époque de la Babylonie post-kassite de 1154 à 1141 av. J.-C..

## Biographie
Régnant tout d'abord depuis Isin, sa dynastie parvint peu à peu à reconstituer un pouvoir royal babylonien et réussira à s'installer dans la cité de Babylone jusqu'en 1027 av. J.-C..
Il est un contemporain du roi élamite Shilhak-Inshushinak, dont Marduk-kabit-ahheshu semble avoir chassé les hordes durant plusieurs campagnes. Après avoir chassé les Élamites, il tourne son attention vers l'Assyrie et le nord, capturant la ville d'Ekallâtum.
La dynastie marque l'ascendance du culte de Marduk, puisque six des onze rois de la dynastie incluent son nom dans le leur comme élément théophorique. C'est durant cette période que Marduk s'enracine comme la divinité suprême du panthéon.
Son fils Itti-Marduk-balatu lui succède.

## Famille

### Mariage et enfants
De son mariage avec une femme inconnue, il eut :
- Itti-Marduk-balatu